# Ceratellopsis acuminata
Ceratellopsis acuminata är en svampart som först beskrevs av Karl Wilhelm Gottlieb Leopold Fuckel, och fick sitt nu gällande namn av Corner 1950. Ceratellopsis acuminata ingår i släktet Ceratellopsis och familjen Gomphaceae.   Inga underarter finns listade i Catalogue of Life.